# Wellington Luís de Sousa
Wellington Luís de Sousa (sinh ngày 11 tháng 2 năm 1988) là một cầu thủ bóng đá người Brasil.

## Sự nghiệp câu lạc bộ
Wellington Luís de Sousa đã từng chơi cho Shonan Bellmare và Avispa Fukuoka.